# Cliobata orcina
Cliobata orcina är en tvåvingeart som först beskrevs av Christian Rudolph Wilhelm Wiedemann 1830.  Cliobata orcina ingår i släktet Cliobata och familjen skridflugor. Inga underarter finns listade i Catalogue of Life.